# 陳百強 (建築師)
- 關於同名香港歌手，請見「陳百強」。

陳百强（1933年—2017年），香港建築師。

## 簡介
陳百强原籍廣東新會，是陳南昌長子。他在皇仁書院及英國畢業後於香港經營自己的建築師樓，擅長設計醫院，作品有根德公爵夫人醫院，同時出任家族生意新的士董事總經理，與父親一樣熱心公益，曾任太平山獅子會會長，東華三院及保良局總理，兒童安置所會長和香港大學建築系講師，閒時喜歡收藏古董相機。

## 家庭
1962年與同興潔具公司東主黃少華長女黃玉儀結婚。育有五名女兒，其中二女陳美蘭及三女陳妙蘭曾仼東華三院、保良局總理。

## 命名物
- 保良局陳百強伉儷青衣學校